# Заєць арктичний
Заєць арктичний (Lepus arcticus) — вид ссавців ряду зайцеподібні.

## Проживання
Країни проживання: Канада (Лабрадор, Манітоба, Північно-Західні території, Нунавут, Квебек); Гренландія. Проживає в тундрі за нестачі дерев.

## Поведінка
Використовує природні укриття або створює невеликі кубла в снігу, щоб регулювати температуру тіла. Цей вид всеїдний, але задовольняє більшу частину своїх потреб у харчуванні від деревних рослин. Також їжею служать мохи, лишайники, листя і бутони, квіти, ягоди, трави, різних видів рослини і навіть м'ясо з пастки мисливців. Велику частину часу арктичні зайці одинаки, але час від часу, вони утворюють групи до 300 тварин, серед яких деякі завжди дуже уважні і попереджають групу про небезпеку. Lepus arcticus має в середньому від одного до двох приплодів на рік з середнім розміром 5,6 зайчат. Вагітність триває близько 53 днів для цього виду. Заєць арктичний дуже гнучкий і може розвивати швидкість до 65 кілометрів на годину. Вони сутінкові та нічні (в районах з полярним днем також активні протягом дня) Хижаки: Canis lupus arctos, Vulpes lagopus, Mustela erminea.

## Морфологічні ознаки
Загальна довжина становить 48–67.8 см. Хвіст довжиною 4,5–10 см. Вага тіла цього виду зазвичай становить від 2,5–5,5 кг. Самці й самиці не відрізняються. У зимовий час тварини носять біле хутро, тільки кінчики вух залишаються чорними. Колір літнього хутра варіюється в залежності від місцевих умов середовища проживання, може залишатися білим, а південніше стає сіруватим.